# النحات (مسلسل)
النحات هو مسلسل تلفزيوني لبناني أُنتج وعُرض في سنة 2020 في شهر رمضان، من إخراج مجدي السميري، وتأليف بثينة عوض، ومن بطولة باسل خياط، أمل بوشوشة، ندى أبو فرحات، وإيلي متري.

## القصة
يقرر يمان أن ينتقل إلى بيت العائلة حيث يقيم هناك لتدريس النحت في إحدى الجامعات، ولكن والدته ترفض الفكرة خاصة أن المنزل لم ينتقل إليه أحد منذ وفاة والده، ويسطير عليها الفزع والخوف من فتح باب أغلق منذ سنوات طويلة.

## طاقم العمل
- باسل خياط
- أمل بوشوشة
- ندى أبو فرحات
- إيلي متري
- ليا أبو شعيا
- دياموند بو عبود
- يارا قاسم
- قاسم منصور
- أحمد خطاب
- دارينا الجندي
- فادي إبراهيم
- كارول عبود
- أليكو داوود
- جوزيف بو نصار
- عصام الشناوي
- نبيل عساف
- مارون شرفان
- جورج حران
- بول سليمان
- عدنان عوض
- محمد ياغي
- وسام برق
- جوزيف عاد
- جوزيف كامل
- أنس الجندي

### أدوار متعددة
- وائل نجم (إشراف عام)
- عامر فهد (مشرف فني)
- خلدون أبو مسلم (مدير إداري)